# 残唐五代史演義伝
『残唐五代史演義伝』（ざんとうごだいしえんぎでん、残唐五代史演義とも）は、唐の滅亡（907年）から宋の成立（960年）までの、いわゆる五代十国時代を背景にした白話小説の一つである。全60回の章回小説、羅貫中編纂とされており、残存する刊本『殘唐五代史演義傳』は明代にまで遡る。なお、日本語訳書はない。

## 概要
北宋時代、その都東京（開封）は栄え、様々な講釈などの技芸が出現した。そうした中で、五代十国時代の英雄譚などが好評を博していた。やがてそれらの種本や、講釈録を基に敷衍加筆を重ね、明代に集成され、演義という形式の白話小説が完成したとされる。
『残唐五代史演義伝』は、史建唐率いる五龍からなる五方五帝陣と先鋒の高行周、英雄李存孝らが、敵役である後梁の豪傑王彦章を滅ぼす、という物語を主軸に展開するフィクションである。五龍とは、のちの後唐の荘宗李存勗、明宗李嗣源、後晋の高祖石敬瑭、後漢の高祖劉知遠、後周の太祖郭威である。

## 注・出典
1. ↑  同時代を描いた歴史記述中心の白話小説『新編五代史平話伝』があるが、こちらは作者不詳で、また原本が完全に残存していない。
2. ↑  960年の陳橋の変で、後周から禅譲を受けた趙匡胤は開封府を都とし、東京と称した。
3. ↑  南宋時代の孟元老なる人物が東京を回顧して書いた『東京夢華録』巻五に、尹常賣という五代史説者の名がある。 中国語版ウィキソースに本記事に関連した原文があります：東京夢華錄/卷五 京瓦伎藝の条。
4. ↑  『旧五代史』123巻に高行周伝がある。 中国語版ウィキソースに本記事に関連した原文があります：舊五代史/卷123
5. ↑  『旧五代史』53巻に李存孝伝がある。 中国語版ウィキソースに本記事に関連した原文があります：舊五代史/卷53
6. ↑  『旧五代史』21巻に王彦章伝がある。 中国語版ウィキソースに本記事に関連した原文があります：舊五代史/卷21
7. ↑  大塚秀高『嘉靖定本から万暦新本へ―熊大木と英烈・忠義を端緒として―』紀要論文